# Dionýz Štúr
Dionýz Štúr (właściwie Dionýs Rudolf Josef Štúr; ur. 2 kwietnia 1827 w Beckovie w ówczesnym Cesarstwie Austriackim (dziś Słowacja), zm. 9 października 1893 w Wiedniu) – słowacki geolog i paleontolog. Zajmował się mapowaniem geologicznym i paleobotaniką krajów monarchii austriackiej. Położył znaczne zasługi w poznaniu i uporządkowaniu geologii Karpat oraz Alp.

## Życiorys
Urodził się w ewangelickiej rodzinie nauczyciela Jozefa Štúra i Jany (Johanki) Rizner. Miał jeszcze troje starszego rodzeństwa, lecz tylko siostra dożyła wieku dorosłego (dwaj bracia zmarli w niemowlęctwie). Był dalszym kuzynem słowackiego językoznawcy i działacza narodowego Ľudovíta Štúra.
W wieku 12 lat przeprowadził się z rodzicami i siostrą do Modry, gdzie uczęszczał do gimnazjum. Później uczył się w słynnym ewangelickim liceum na ul. Palisády w Bratysławie, którego absolwentami była liczna rzesza słowackich osobistości z zakresu polityki, nauki i sztuki. Od 1844 r. studiował matematykę, fizykę i chemię na Politechnice Wiedeńskiej, wkrótce jednak, pod wpływem prof. Wilhelma Haidingera, jego zainteresowania przeniosły się na geologię i paleontologię.
W 1846 r. rozpoczął pracę w Muzeum Komory Górniczo-Menniczej. W następnym roku, dzięki uzyskanemu stypendium, podjął studia w Akademii Górniczo-Leśnej w Bańskiej Szczawnicy. W tym czasie opublikował swą pierwszą pracę naukową, poświęconą geologii okolic Bratysławy i Modry.
W 1850 r. rozpoczął pracę w założonym rok wcześniej Cesarsko-Królewskim Geologicznym Instytucie Rzeszy w Wiedniu (Kaiserlich-königliche geologische Reichsanstalt (GRA), obecnie Geologische Bundesanstalt (GBA)), którego pierwszym dyrektorem został Wilhelm Haidinger. Głównym zadaniem Instytutu było sporządzenie dokładnej mapy geologicznej Cesarstwa, czemu przez kolejne 20 lat poświęcał się Štúr. Poznał dobrze austriackie Alpy, północno-wschodnie Włochy, Dalmację, Chorwację, Słowenię, Słowację, Morawy, Czechy, znaczną część Siedmiogrodu i Galicji. Do stratygrafii Karpat wprowadził wiele używanych do dziś terminów. Zidentyfikował i nazwał m.in. szereg jednostek stratygraficznych w ramach Pienińskiego Pasa Skałkowego. Wprowadził do terminologii geologicznej wiele używanych do dziś nazw form i utworów krasowych, pochodzących z języków słoweńskiego i chorwackiego.
Z czasem zwracał coraz bardziej swą uwagę ku fitopaleontologii, w której to dziedzinie osiągnął wysoką pozycję w świecie naukowym, zwłaszcza jako systematyk i morfolog. Studiował florę skał triasowych i jurajskich, kulmskich łupków i karbońskich osadów węglowych. Zajmował się również badaniem własności wód mineralnych. W 1877 r. został zastępcą dyrektora, a w latach 1885-1892 był dyrektorem Cesarsko-Królewskiego Geologicznego Instytutu Rzeszy w Wiedniu. W 1889 r. otrzymał tytuł cesarskiego radcy dworu. Pod koniec życia powrócił do mapowania geologicznego, skupiając się na okolicach Wiednia.
Opublikował ok. 270 prac, pisanych po niemiecku i francusku, a także wiele map geologicznych. Publikował też pod pseudonimami Diviš Štúr i Škorpion. Prowadził rozległą korespondencję z wieloma innymi uczonymi swoich czasów, takimi jak Roderick Murchison, Charles Lyell, Charles Robert Darwin, Jan Evangelista Purkyně czy Johann Baptiste (Jan) Palacký. Teorię Darwina „O powstawaniu gatunków” zaakceptował jeszcze przed jej ogłoszeniem drukiem. Był członkiem wielu towarzystw naukowych oraz Akademii Nauk, m.in. w Wiedniu, Moskwie, Londynie, Dreźnie, Wenecji i Zagrzebiu. Uczestniczył także w słowackim ruchu narodowym: był sygnatariuszem Memorandum narodu słowackiego z czerwca 1861 r., brał udział w zakładaniu Macierzy Słowackiej w sierpniu 1863 r. oraz wspierał utworzenie pierwszych słowackich gimnazjów.
W 1953 r. nazwiskiem Štúra nazwano państwowy instytut geologiczny w Bratysławie (słow. „Štátny geologický ústav Dionýza Štúra“). Na jego cześć Słowacka Akademia Nauk za wybitne prace przyrodnicze nadaje „Medal D. Štúra“. Przy okazji obchodów 60. rocznicy śmierci uczonego w 1953 r. na jego domu rodzinnym odsłonięta została tablica pamiątkowa.